# Street Time
Street Time è una serie televisiva statunitense.

## Trama
La serie tratta di Kevin Hunter (Rob Morrow), un ex tossicodipendete appena uscito di prigione, e dei suoi problemi per rimanere pulito e per non essere coinvolto dal fratello Peter Hunter (Christopher Bolton) e dal cognato Steve Goldstein (Simon Reynold) nei loro loschi affari. Altri personaggi della serie sono: Rachel Goldstein (Michelle Nordin), la moglie, James Liberti (Scott Cohen), il suo ex-capo che vuole aiutarlo, e Karen Liberti (Kate Greenhouse), la moglie di James.